# Lince
Lince (spanisch für Luchs) war ein spanisches Kampfpanzer-Projekt aus den 1980er- und frühen 1990er-Jahren.

## Geschichte
Ziel des Vorhabens war es, die alternden US-amerikanischen und französischen Panzermodelle der spanischen Armee durch ein nationales Produkt zu ersetzen. Neben spanischen Rüstungsfirmen waren der französische GIAT-Konzern und das deutsche Rüstungsunternehmen Krauss-Maffei beteiligt. Vor allem Krauss-Maffei stellte einen essentiellen Part des Projekts dar, da dieses Unternehmen den schon damals erfolgreichen Leopard-2-Panzer entwickelt und produziert hatte. Nicht nur die Abmessungen des Lince glichen denen des Leopard 2, auch die Kompositpanzerung und die Kanone kamen aus deutscher Produktion. Zunächst wurde ein 1:1-Modell angefertigt. Die spanische Regierung investierte im Jahr 1984 rund 120 Milliarden Peseten in dieses Projekt und im Jahr 1987 weitere 200 Milliarden.

## Programmabbruch
Der Zerfall des Ostblocks und die Reduzierung konventioneller Streitkräfte in Europa im Rahmen des KSE-Vertrags, vor allem von US-amerikanischer Seite aus, machten dieses Vorhaben obsolet. Eine Unzahl von M60-Panzern auf modernstem Stand waren günstig verfügbar. Zudem wurde aus Budgetgründen die Modernisierung der bereits im Einsatz befindlichen AMX-30-Panzer forciert. Diese Interessensverlagerung führte zum Projektabbruch. Fast zeitgleich konnte mit Krauss-Maffei ein Vertrag ausgehandelt werden, der eine Produktion des deutschen Leopard-2-Panzers in Spanien durch Santa Bárbara Sistemas erlaubte. Letzteres führte zur spanischen Variante des Leopard 2, dem Leopard 2E. Heute stellt der Leopard 2E das Rückgrat der spanischen Panzertruppe dar.

## Technische Daten
Der Panzer war mit einer 120-mm-Glattrohrkanone sowie zwei 7,62-mm-Maschinengewehren ausgestattet. Die Kanone hatte einen horizontalen Neigungsbereich von −10 bis +20 Grad und der Schwenkbereich betrug 360 Grad. An Munition konnten 40 Panzergranaten und 3.000 Patronen für die Maschinengewehre mitgeführt werden. Die Wendigkeit im Gelände lag bei 60 % und die Wattiefe bei rund 1 m. Als Antrieb wurde ein V12-Dieselmotor MB 871 Ka-501 der Firma MTU Friedrichshafen eingesetzt, der eine Leistung von 1200 PS zur Verfügung stellte. Das Gewicht lag bei 49 Tonnen und das Gewichts-Leistungsverhältnis bei 24,48 PS/t (beim vergleichbaren Leopard 2 sind es 27,19 PS/t). Der Antrieb wurde über ein Renk-Automatikgetriebe übertragen, das über vier Vorwärts- und zwei Rückwärtsgänge verfügte. Das Fahrwerk des Lince ähnelte dem des Leopard 2, die Panzerung war jedoch trotz der fortschrittlichen Verbundpanzerung schwächer ausgelegt als bei diesem, was ihn zum einen wendiger machte und zum anderen die Herstellungskosten reduzierte. Zusätzlich verfügte er über eine Halon-Feuerlöschanlagen, ein Überdruck-NBC-System und eine Fluchtluke an der Fahrzeugunterseite.